# Hörmann (Familienname)
Hörmann oder Hoermann ist ein deutscher Familienname.

## Namensträger
- Adolf Hörmann (1835–1906), deutscher Ingenieur und Hochschullehrer
- Alfons Hörmann (* 1960), deutscher Sportfunktionär, Unternehmer und Politiker (CSU)
- Angelika von Hörmann (1843–1921), österreichische Dichterin
- Angelika Hörmann (* 1953), österreichische Politikerin (Grüne)
- Armin Hörmann (1907–1979), deutscher Politiker (SPD)
- Arne Hörmann (* 1979), deutscher Schauspieler, Synchronsprecher und Sänger
- Bernhard Hörmann (1898–1977), deutscher Arzt und NS-Funktionär im Gesundheitswesen
- Christine Hörmann (* 1959), deutsche Jazzmusikerin
- Egbert Hörmann (* 1956), deutscher Journalist und Übersetzer
- Ekkehard Hörmann (1933–2014), österreichischer Architekt
- Eva Kühne-Hörmann (* 1962), deutsche Politikerin (CDU)
- Francisco Hörmann (* 1967), chilenischer Fußballspieler
- Franz Hörmann (* 1960), österreichischer Wirtschaftswissenschaftler
- Franz Xaver Hoermann (1860–1935), deutscher Publizist
- Georg Hörmann (Patrizier) (1491–1552), deutscher Patrizier
- Georg Hörmann (Mediziner) (1914–1996), deutscher Gynäkologe
- Georg Hörmann (Erziehungswissenschaftler) (* 1946), deutscher Erziehungswissenschaftler
- Gernot Hörmann (* 1974), österreichischer Journalist und Moderator
- Günther Hörmann (* 1940), deutscher Filmregisseur und Kameramann
- Hans Hörmann (Bauforscher) (1894–1985), deutscher Architekt und Bauforscher
- Hans Hörmann (Radsportler) (1923–2015), deutscher Radrennfahrer
- Hans Hörmann (Psychologe) (1924–1983), deutscher Psychologe
- Hans Hörmann (Politiker) (1926–2011), deutscher Politiker (SPD)
- Helmut Hoermann (* 1941), deutsch-amerikanischer Hotelmanager
- Johann Hörmann (1651–1699), deutscher Jesuit und Kunstschreiner
- Johann Heinrich Hörmann (1694–1763), deutscher Komponist und Kapellmeister
- Johannes Hörmann (Zimmermann), deutscher Zimmermann
- Josef Ignaz Hörmann (um 1775–1820), deutscher Maler
- Josef Hörmann (1892–1946), deutscher Politiker (NSDAP)
- Joseph Hörmann von Hörbach (1778–1852), deutscher Ministerialbeamter
- Judith Hörmann (* 1983), deutsche Kanutin
- Karl Hörmann (Theologe) (1915–2004), österreichischer Theologe
- Karl Hörmann (Musiker) (* 1944), deutscher Pädagoge und Therapeut im Fachbereich Musik und Tanz
- Karl Hörmann (Mediziner) (* 1948), deutscher Mediziner
- Kosta Hörmann (Konstantin Hörmann; 1850–1921), bosnischer Beamter und Ethnograph
- Kurt Hörmann (1926–2010), deutscher Trabrennfahrer und -trainer
- Leopold Hörmann (1857–1927), österreichischer Mundartschriftsteller und Literaturkritiker
- Lioba von Hörmann (1828–1899), deutsche Benediktinerin und Äbtissin des Klosters Frauenchiemsee (1911–1913)
- Ludwig Hörmann (1918–2001), deutscher Radrennfahrer
- Ludwig von Hörmann von Hörbach (1837–1924), österreichischer Schriftsteller und Bibliothekar
- Martha Hörmann (1888–1971), deutsche Pädagogin
- Nico Hörmann (* 1978), deutscher Westernreiter
- Otto Hörmann von Hörbach (1848–1923), deutscher Mediziner
- Paul Hörmann (* 1967), niederländischer Sänger und Produzent
- Philipp Hörmann (* 1990), österreichischer Fußballspieler
- Raimund Hörmann (* 1957), deutscher Ruderer
- Silke Hörmann (* 1986), deutsche Kanutin
- Theo von Hörmann (1914–1994), österreichischer Filmproduzent und Kameramann
- Theodor von Hörmann (1840–1895), österreichischer Maler
- Walter Hörmann (* 1961), österreichischer Fußballspieler und -trainer
- Walther Hörmann von Hörbach (1865–1946), österreichischer Kirchenrechtler
- Winfried Hörmann von Hörbach (1821–1896), deutscher Politiker (LRP)
- Wolfgang Ludwig Hörmann von und zu Gutenberg (1713–1795), deutscher Kanzleidirektor und Stadtchronist von Kaufbeuren
- Xaver Hörmann (1910–1943), deutscher Kanute